# Kristian Antila
Kristian Antila, född 10 januari 1980 i Vammala, Birkaland, död 4 november 2024, var en finländsk professionell ishockeymålvakt.
Hans moderklubb var Vilppulan Kiekko från den finländska orten Filpula. Som junior spelade han med Ilves med vilka han även spelade en säsong i FM-ligan innan han gick över till Ässät till säsongen 2000/2001. 
Antila spelade även i Hockeyallsvenskan för AIK och Luleå HF innan han slutade 2005 på grund av skador.